# ソナポケイズム⑤ 〜笑顔の理由。〜
『ソナポケイズム⑤ 〜笑顔の理由。〜』（ソナポケイズムファイブ えがおのりゆう）は、Sonar Pocketの5枚目のオリジナルアルバム。2015年2月25日に徳間ジャパンから発売された。
約2年ぶり、今作で5枚目のアルバムとなる。なお、今作も通常盤には初回限定盤よりも一曲多くボーナストラックとして収録されている。

## 収録曲
1. My Honey(4:50)
2. GIRIGIRI(3:59)
18thシングル
テレビ朝日系アニメ「ワールドトリガー」主題歌
3. 主役は君(3:45)
4. ai(5:13)
16thシングル
ABC-MART 「アディダスハニーインヒール」CMソング
テレビ朝日系「musicる TV」4月度オープニングテーマ
5. 虹(5:04)
6. X'masラブストーリー。(6:01)
15thシングル
7. 戻らないラブストーリー。(4:57)
19thシングル
テレビ朝日「お願い！ランキング」1月度エンディングテーマ
福島放送「ドミソラ」1月～3月エンディングテーマ
8. chain of smile(4:36)
9. SEVENTH HEAVEN(eyeronソロ)(4:36)
10. 誰よりも頑張ってる君へ(ko-daiソロ)(5:49)
11. 最終電車 〜missing you〜(4:30)
17thシングル
毎日放送系 「ロケみつ フライデー」 7月度エンディングテーマ
全国23局放送 「MUSIC LAUNCHER」 7月度エンディングテーマ
読売テレビ 「音楽ノチカラ」 7月度エンディングテーマ
CBCテレビ 「やすだの歩き方」 7月度エンディングテーマ
テレビ西日本 「GeeBee」 7月度エンディングタイアップ
HBCテレビ 「もくよう☆アプリ」 7月度エンディングテーマ
KFB福島放送 「ドミソラ」 エンディングテーマ
12. 笑顔の理由。(5:05)
18thシングル
13. 春(4:52)
通常盤のみ収録曲

### 初回限定盤DVD
1. X’masラブストーリー。(Music Video)
2. ai(Music Video)
3. 最終電車 〜missing you〜(Music Video)
4. 笑顔の理由。(Music Video)
5. GIRIGIRI(Music Video)
6. 戻らないラブストーリー。(Music Video)
7. My Honey(Music Video)
8. あんな事から、こんな事まで!? 居酒屋ガチンコ爆笑トーク with ジャングルポケット